# Impiantazione ionica
L'impiantazione ionica è un processo in cui degli ioni vengono impiantati in un solido (in particolare in un semiconduttore) cambiandone le proprietà fisiche.

## Scopo del processo
La fase principale nella costruzione dei dispositivi elettronici è quella nota come drogaggio, ovvero introdurre quantità controllate di impurezze di tipo N o P, nelle zone dei wafer di semiconduttore, precedentemente delineate con le operazioni di mascheratura.
L'introduzione di queste sostanze permette di alterare la resistività del materiale, modificando quindi il suo comportamento elettrico.
Questa tecnica permette di far fronte alle limitazioni riguardanti il drogaggio dei semiconduttori.
Il problema si pone con l'utilizzo della semplice tecnologia planare. Con questa infatti, i droganti penetrano all'interno del materiale da drogare non solo verticalmente ma anche orizzontalmente, occupando un'eccessiva area. In questo modo non si favorisce la produzione di dispositivi ad alta scala di integrazione (VLSI) in quanto lo "spanciamento" del materiale drogante non consente l'apertura tramite attacco chimico di una nuova finestra nelle immediate vicinanze.
Nell'impiantazione ionica si bombardano i wafer con ioni di drogante accelerati ad alta velocità permettendo dunque la penetrazione di questi all'interno del materiale semiconduttore.

## Storia
L'impiantazione ionica fu inventata poco tempo dopo l'invenzione del transistor (1951). Un brevetto di William Bradford Shockley risale al 1954 e descrive potenzialmente tutti gli aspetti dell'impiantazione ionica.
Questa tecnica venne utilizzata nella fabbricazione dei dispositivi solo molto tempo dopo, essenzialmente per due motivi:
- necessità di apparecchiature grandi e costose;
- danneggiamento da radiazione.

Le prime applicazioni risalgono alla fine degli anni '60.
Lindhard, Scharff, Schiott svilupparono contemporaneamente la teoria dell'impiantazione ionica, la cosiddetta teoria LSS.
A partire dagli anni '70, la tecnica dell'impiantazione ha trovato un impiego sempre maggiore nella tecnologia dei semiconduttori, ed è oggi largamente utilizzata nel campo dell'elettronica. Le ragioni di questo sviluppo sono l'economicità e alcune caratteristiche tecnologiche. Tale tecnica permette infatti la realizzazione di dispositivi con:
- minor consumo energetico;
- rese di produzione più elevate, in ragione al fatto che il processo è eseguito sotto vuoto e quindi risente in minor misura di contaminazioni da elementi chimici indesiderati;
- risparmio di componenti chimici essendo un processo a secco, e quindi ecologicamente anche preferibile.

## Principio di funzionamento
Togliendo un elettrone da un atomo le cariche positive non vengono più bilanciate da quelle negative, l'atomo dunque non è più neutro dal punto di vista elettrico, e si produce uno ione di carica positiva pari a e = 1,6021 *10-19 C. Se sono rimossi più elettroni la carica q è pari a multipli interi di e.
Questa particella carica, se posta in un campo elettrico corrispondente ad un potenziale V, viene accelerata fino ad acquistare una energia cinetica Ec pari a:
{\displaystyle E_{c}=qV={\frac {1}{2}}mv^{2}}
dove q è la carica dello ione, m la sua massa e v la velocità acquistata.
La velocità così acquistata dalla particella le permetterà di penetrare più o meno in profondità nel cristallo di semiconduttore.
Aumentando il potenziale V l'accelerazione fornita alle particelle sarà maggiore, aumentando così la velocità che acquisteranno nel loro tragitto all'interno dell'impiantatore ionico. Il risultato che così otteniamo è una maggiore penetrazione della particella nel cristallo (a parità di specie atomica e tipo di substrato).
È possibile calcolare la velocità che acquista uno ione accelerato dai forti campi elettrici di un impiantatore. Consideriamo uno ione fosforo, ionizzato una volta: 31P+ (dove 31 è il peso atomico, P il simbolo chimico del fosforo e + il numero di carica dello ione).
Questo ione posto in un campo elettrico di 100.000 V, acquista una energia pari a:
{\displaystyle E=qV=1*100.000=100keV}
È possibile calcolare la velocità dello ione utilizzando la seguente formula:
{\displaystyle v=440{\sqrt {E/m}}}
dove la velocità v è espressa in km/s, l'energia E in keV e la massa m in unità di massa atomica.
Per il nostro esempio la velocità dello ione sarà:
{\displaystyle v=440{\sqrt {100/31}}=790km/s}

## Schema di un impiantatore ionico
Fondamentalmente un impiantatore ionico è costituito dalle seguenti parti principali:
- Sorgente ionica
- Magnete di analisi
- Accelerazione
- Sistema di scansione
- Camera di impiantazione

### La sorgente ionica
È la camera nella quale vengono ionizzati i gas o i vapori per ottenere ioni della specie drogante desiderata.
Ad esempio:
PH3 -> 31P+
AsH3 -> 75As+
Gli ioni si ottengono tramite l'impatto ad alta velocità di elettroni sul gas da ionizzare. Gli urti provocano la perdita di elettroni negli orbitali esterni del gas ionizzato. Gli ioni vengono immessi ad alta velocità in una camera di espansione in cui è presente il gas drogante il quale, a sua volta, si ionizza per bombardamento

### Magnete di analisi (analizzatore)
Permette di analizzare e selezionare le varie specie di ioni in funzione delle loro masse per far sì che solo la specie ionica impostata possa essere impiantata sul wafer.
Lo scopo è raggiunto tramite un magnete che analizza la massa degli ioni (spettrometro di massa). Questo separatore utilizza un unico campo magnetico la cui intensità è regolata da una corrente di magnetizzazione che, applicata a tutti gli ioni, li divide in diversi fasci differentemente deviati a seconda della loro massa. 

### Accelerazione
Questa parte della macchina fornisce agli ioni l'energia richiesta dal processo di impiantazione. Il fascio ionico entra in una colonna acceleratrice o in un sistema di elettrodi che aumentano enormemente la velocità degli ioni per effetto di un campo elettrico applicato.
La funzione "accelerazione" può essere posta prima o dopo il magnete di analisi. Questa è la maggior differenza strutturale che può distinguere un impiantatore da un altro.

### Sistema di scansione
Le dimensioni trasversali di un fascio ionico quando colpisce il wafer di silicio, variano, a seconda della macchina, da pochi mm a qualche cm. Per ottenere un drogaggio uniforme occorre che ogni punto del wafer venga esposto al fascio per lo stesso tempo (considerando costante l'intensità del fascio e la sua densità).
Questa condizione può essere ottenuta provocando un movimento relativo tra fascio e wafer, in modo che il fascio descriva sul wafer una o più tracce parallele.
Se la spaziatura tra queste tracce e sufficientemente fine l'impianto sarà omogeneo.
Il moto relativo tra fascio e wafer può essere ottenuto essenzialmente in tre modi:
- Scansione elettrostatica: il fascio si muove nelle due direzioni ed il wafer rimane fermo.
- Scansione ibrida: il fascio si muove in una direzione e il wafer nell'altra.
- Scansione meccanica: il fascio rimane fermo e si muove solo il wafer.

Nel caso in cui è il fascio a muoversi si utilizza un sistema di deflessione è analogo a quello degli oscilloscopi, che devia il fascio in senso orizzontale e verticale attraverso specifiche placchette di deflessione

### Camera di impiantazione
Il wafer è posto all'interno di questa camera sotto vuoto spinto, sorretto da un supporto circolare ruotante.

## Vuoto
Tutte queste parti della macchina sono poste in ambiente in cui sono rigorosamente controllate le condizioni di vuoto, a valori di pressione molto inferiori a quelli atmosferici. 
Il vuoto permette di diminuire, anche di molto, la densità di molecole di gas presenti nella camera. Questa condizione è necessaria per avere:
- un'atmosfera controllata per evitare contaminazioni
- un buon trasporto del fascio ionico
- una corretta misura della dose impiantata.

## Parametri di processo
Per parametri di processo si intendono quei fattori che caratterizzano un particolare processo di impiantazione.
Per ogni processo sono definite:
- la specie ionica
- l'energia di impianto
- la dose di impianto

### Specie ionica
L'impiantazione, come detto, consiste nell'accelerare degli ioni contro un bersaglio (il wafer). Una volta ionizzato il gas che contiene l'elemento chimico da impiantare, è possibile separare questo elemento dal resto del fascio ionico. Per la separazione delle masse il metodo più utilizzato è l'impiego di un campo magnetico.
I composti chimici solitamente utilizzati per gli impianti sono:
| Composto | Nome                     | Stato   | Ione    |
| BF3      | Trifluoruro di boro      | Gas     | 11 B+   |
| PH3      | Fosfina                  | Gas     | 31 P+   |
| AsH3     | Arsina                   | Gas     | 75 As+  |
| Ar       | Argon                    | Gas     | 40 Ar+  |
| Sb2O3    | Triossido di diantimonio | Solido  | 121 Sb+ |
| (CH3)3Sb | Trimetilantimonio        | Liquido | 121 Sb+ |

### Energia
Il fascio ionico all'uscita della sorgente ha un'energia troppo bassa per poter essere utilizzato nell'impiantazione. Esso viene quindi accelerato da un sistema di elettrodi.
L'energia di impianto determina la profondità dello strato impiantato nel wafer di semiconduttore, ad esempio di silicio.
Ovviamente non tutti gli ioni impiantati si posizionano alla stessa profondità nel semiconduttore, ma si distribuiscono all'interno del wafer con una forma che è approssimabile ad una curva gaussiana.
Una curva gaussiana è caratterizzata da due valori particolari, nel nostro caso:
- {\displaystyle R_{p}}
- {\displaystyle \Delta R_{p}}

{\displaystyle R_{p}} (Projected Range) indica la profondità in cui si ha il picco di concentrazione del drogante. Questo determina la posizione della maggior parte degli ioni, data la velocità che hanno acquistato per effetto del campo elettrico;  {\displaystyle R_{p}}, dunque, definisce la penetrazione media.
Una frazione di ioni via via decrescente penetrerà nel semiconduttore ad una profondità maggiore o minore di quella media. Il valore {\displaystyle \Delta R_{p}} è la deviazione standard della gaussiana, e definisce dunque la dispersione degli ioni attorno al punto di massima concentrazione.
I due parametri dipendono dalla specie ionica e dall'energia. Energie maggiori permettono, a parità di ione, una penetrazione media maggiore. A parità di energia di impianto, gli ioni più leggeri penetrano più in profondità.

### Dose
Il terzo parametro da impostare è la dose. La sua unità di misura è atomi/cm². La dose esprime il numero di ioni incidenti per unità di superficie, quindi la concentrazione del drogante introdotto.
Questa è una misura insolita per processi di diffusione dove il livello di drogaggio è espresso in numero di impurità di volume (atomi/cm³). La relazione che lega il valore di concentrazione massima {\displaystyle N_{max}} alla distanza {\displaystyle R_{p}} dalla superficie con valore di dose D è dato dalla seguente espressione:
{\displaystyle N_{max}=4*10^{+7}D/\Delta R_{p}}
dove {\displaystyle \Delta R_{p}} è misurato in Å.
Come indicazione estremamente grossolana si può, per avere un'idea del drogaggio massimo che si ottiene con un certo impianto, aumentare di 3 - 4 ordini di grandezza il valore della dose in ioni/cm².
La macchina è in grado di misurare la dose impiantata misurando la corrente del fascio.

## Vantaggi
- Possibilità di introdurre quasi ogni tipo di impurità in vari substrati.
- Controllo accurato della quantità di drogante introdotto, con il controllo della velocità delle molecole.
- Controllo accurato della distanza di penetrazione.
- Possibilità di regolare lo spessore dello strato drogato in maniera totalmente indipendente dalla dose impiantata.
- Buona uniformità e ripetibilità dell'operazione (± 3%).
- Controllo del profilo di impiantazione modulando l'energia. Lo spessore della giunzione è dell'ordine dei micron con un controllo migliore di 100 Å.
- Possibilità di drogare attraverso strati di ossido o di nitruro di silicio.
- Possibilità di utilizzare photoresist come schermante.
- Processo a temperatura ambiente.
- Possibilità di avere livelli di drogaggio 4 ordini di grandezza inferiori rispetto alla diffusione e quindi quantità introdotte molto basse.
- L'allargamento spaziale dei droganti è molto contenuto.

## Svantaggi
- Difficoltà nel controllare la quantità dell'impianto in quanto non vi è attivazione elettrica del cristallo.
- Danneggiamento della struttura cristallina del silicio che deve essere recuperato con un opportuno ciclo termico (annealing), non sempre totalmente recuperabile.
- Apparecchiature complicate e costose.
- Giunzioni non passivate automaticamente. Infatti, il drive-in che segue alla predisposizione nella tecnica di diffusione, permette la crescita di uno strato di ossido.
- Basse rese (tempi di esposizione molto lunghi)
- Alcuni ioni possono superare le maschere (fenomeno ancora più presente sulle bordature, le quali presentano un profilo non verticale).